# ئی‌مدیسین
ای‌مدیسین (eMedicine) یک وب‌گاه برخط از اطلاعات پزشکی بالینی است که در سال ۱۹۹۶ توسط اسکات پلنتز و رچارد لاولی تأسیس شد. بعدها در ژانویه ۲۰۰۶ به WebMD فروخته شد. این وب‌گاه در واقع یک کتاب رایگان و منبع‌باز است که با مشارکت بیش از ۱۰۰۰۰ نویسنده به وجود آمده و بیش از ۶۵۰۰ مقاله پزشکی را در خود جای داده است.
این وب‌گاه همانند یک کتاب الکترونیکی مشاهده می‌شود و قابلیت دانلود برای پالم را دارد. پوشش سایت برای مطالب درماتولوژی تحسین شده و دارای سؤالات آموزش مداوم (CME) است که در انتهای هر بخش آورده می‌شود. در ابتدا این وب‌گاه برای ایجاد یک کتاب طب اورژانس ساخته شده بود اما بعدها موضوعات مورد بحث آن میان تخصص‌های طب داخلی، درماتولوژی، طب ورزشی، جراحی و تخصص‌های دیگر پخش شد.

## پیوند به خارج
- http://www.emedicine.com